# Алмалы (Атырауская область)
Алмалы (каз. Алмалы) — село в Атырауской области Казахстана. Находится в подчинении городской администрации Атырау (до 2020 г. в составе Махамбетского района). Административный центр Алмалинского сельского округа. Находится примерно в 12 км к северу от города Атырау. Код КАТО — 235637100.
Село расположено на правом берегу реки Урал.

## История
Посёлок Кондауровский входил в 3-й Гурьевский военный отдел Уральского казачьего войска.

## Население
В 1999 году население села составляло 1688 человек (855 мужчин и 833 женщины). По данным переписи 2009 года, в селе проживало 2130 человек (1065 мужчин и 1065 женщин).

## Галерея

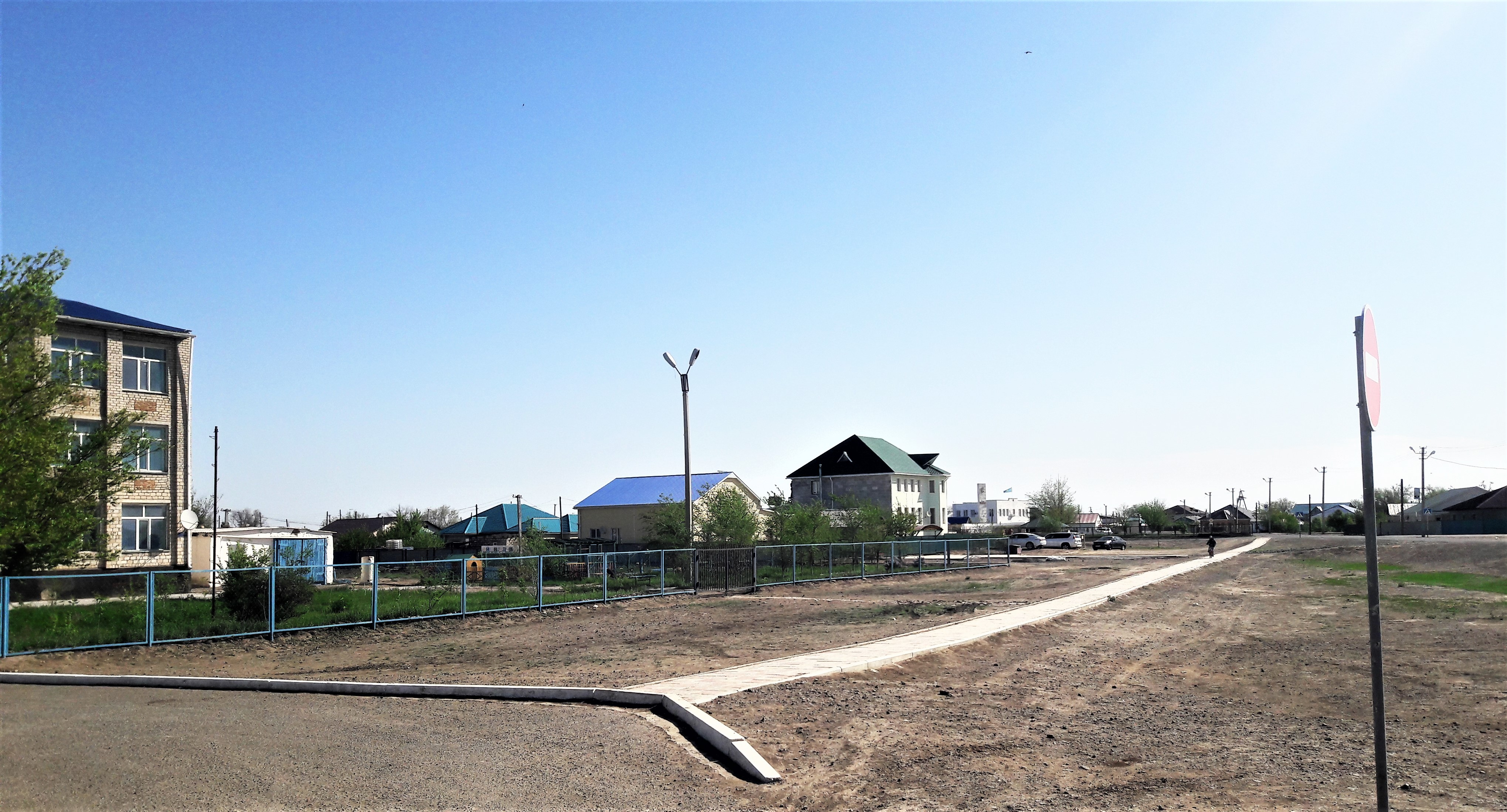
Алмалы
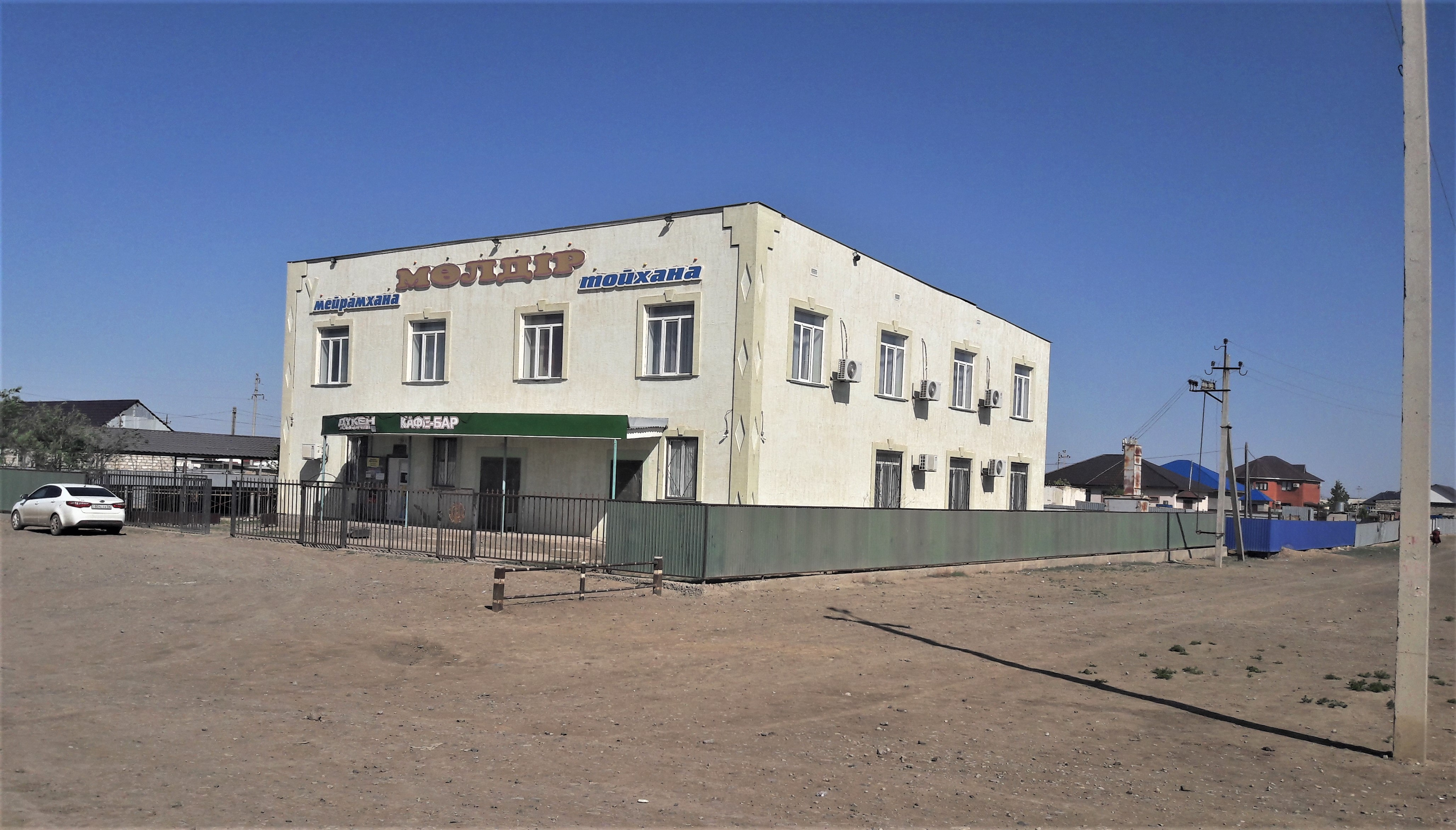
Алмалы. Тойхана.
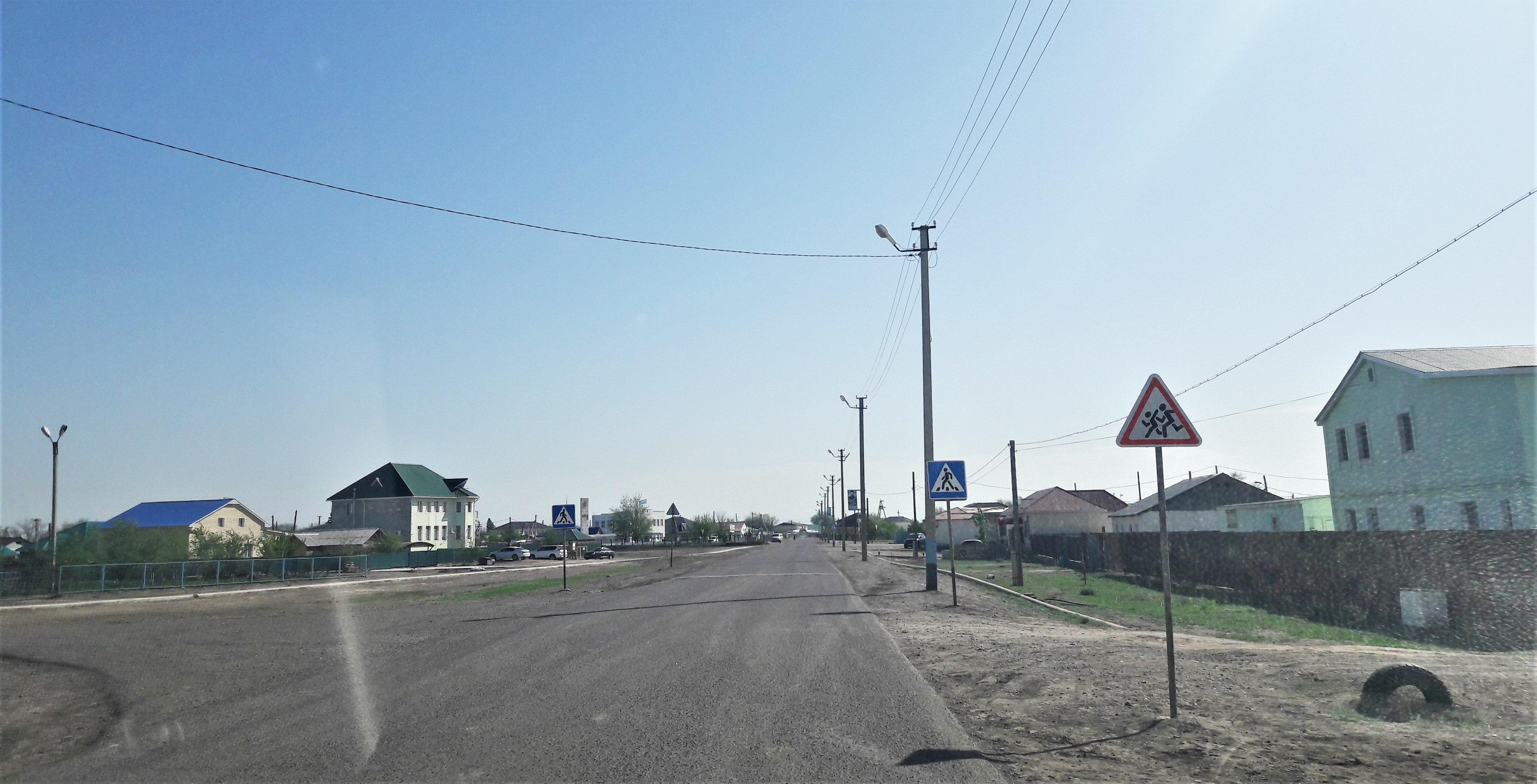
Алмалы